# Gjin Pjeter Pervizi
Gjin Pjeter Mark Pervizi (Skuraj, 1857 – Skuraj, 1914) è stato un patriota albanese.

## Biografia
Fu un importante patriota e combattente del Rinascimento Nazionale Albanese. Leader di successo durante l'insurrezione di Kurbini contro il dominio turco, diede slancio all'insurrezione generale che condusse alla proclamazione dell'indipendenza dell'Albania, il 28 novembre 1912. 
Nato a Skuraj, frazione di Milot, a soli 21 anni partecipa alla Lega di Prizren, insieme al padre Pjeter e gli zii, Mark e Lesh. L'insurrezione della Lega di Prizren dell'aprile 1881 venne soffocata barbaramente dall'esercito turco al comando del Gran visir Dervish Pasha, mettendo a ferro e fuoco le regioni rivoltose, bruciando le case dei Pervizi di Skuraj di Kurbini, dette "Kulla".
Il giogo turco diviene con il tempo sempre più soffocante, con tasse inaudite sui contadini delle regioni di Kurbini e Kruja, per cui Gjin Pjetri inizia a organizzare la protesta, sollevando il popolo. Gli insorti invadono la città di Kruja. Nel 1904, nella piana di Tallajbej si danno battaglia albanesi e turchi. Guidati da Gjin Pjetri, gli insorti sconfiggono il nemico. 
Era l'inizio dell'insurrezione armata generale. Nell'agosto 1906, Gjin convoca a Delbnisht (frazione del comune di Milot) la riunione del consiglio dei 54 anziani, capi di villaggi, che lo riconoscono come leader, durante il quale si approva un "Kanun" politico o Legge delle Montagne, detto "Kanun della Bandiera di Kurbini".
Nel 1911 gli insorti vincono un'altra battaglia, a Pedhana, sul fiume Mat, infliggendo gravi perdite al nemico. Infuriati, i Turchi decidono di porre fine a questi tumulti, assediando a Skuraj Gjin Pjetri e le sue truppe. I turchi riescono a dare fuoco per la seconda volta alle "kulla" di Gjin Pjetri, ma vengono sconfitti con gravi perdite. 
Nell'ottobre 1912 Gjin riceve da monsignor Nikoll Kaçorri la bandiera nazionale albanese, ricamata dalle suore stigmatine di Scutari. Il 28 novembre 1912, in accordo con Ismail Qemali, Gjin e i suoi combattenti innalzano la bandiera del Castriota a Miloti, centro della regione di Kurbin. L'Albania guadagnava la sua libertà dal giogo straniero, proclamando l'indipendenza il 28 novembre 1912, a Valona, con Ismail Qemali e gli altri patrioti convenuti da tutta l'Albania.
Gjin Pjetri è considerato come un grande patriota e combattente per la libertà. Fu insignito di medaglie al valore per diverse volte: dall'Austria nel 1906 e nel 1911, da Zog I di Albania nel 1937 e poi nel 1962. Sotto la dittatura comunista la sua stirpe e la sua famiglia subirono una feroce persecuzione, non tenendo affatto in conto la sua dedizione per la salvezza della patria, per quanto fosse considerato comunque un importante personaggio della storia d'Albania.
Suo parente fu Prenk Pervizi.